# Пезаола, Бруно
Бруно Пезаола (итал. Bruno Pesaola; 28 июля 1925, Авельянеда — 29 мая 2015, Неаполь), иногда Бруно Песаола (исп. Bruno Pesaola) — аргентинский и итальянский футболист, левый нападающий. После завершения игровой карьеры долгое время работал тренером.

## Карьера
Бруно Пезаола родился в Авельянеде в семье сапожника Гаэтано Пезаолы. Гаэтано был родом из Италии, города Монтелупоне, откуда он эмигрировал в Аргентину после окончания Первой мировой войны. Мать Бруно, Иносения Лема, была тоже из Европы: она прибыла в Аргентину из испанского города Ла-Корунья. Первым в семье футбольную карьеру начал старший сын Джордано, бывший старше Бруно на семь лет и игравший за «Боку Хуниорс». Будучи талантливым игроком, Джордано был вынужден завершить карьеру в двадцать лет, после того, как проходя срочную службу в городе Кордова, отдача после выстрела пушки раздробила ему ногу, что несовместимо с футбольной карьерой. Но Джордано не оставил футбол, он стал тренировать младшего брата Бруно, успехи которого позволили в 14-летнем возрасте попасть в молодёжный состав «Ривер Плейта». Первым тренером Пезаолы в «Ривере» стал ещё один выходец из Италии Ренато Чезарини, а одним из партнёров по команде Альфредо Ди Стефано. Там футболист играл до 1944 года, пока его не отдали в аренду в клуб «Спортиво».

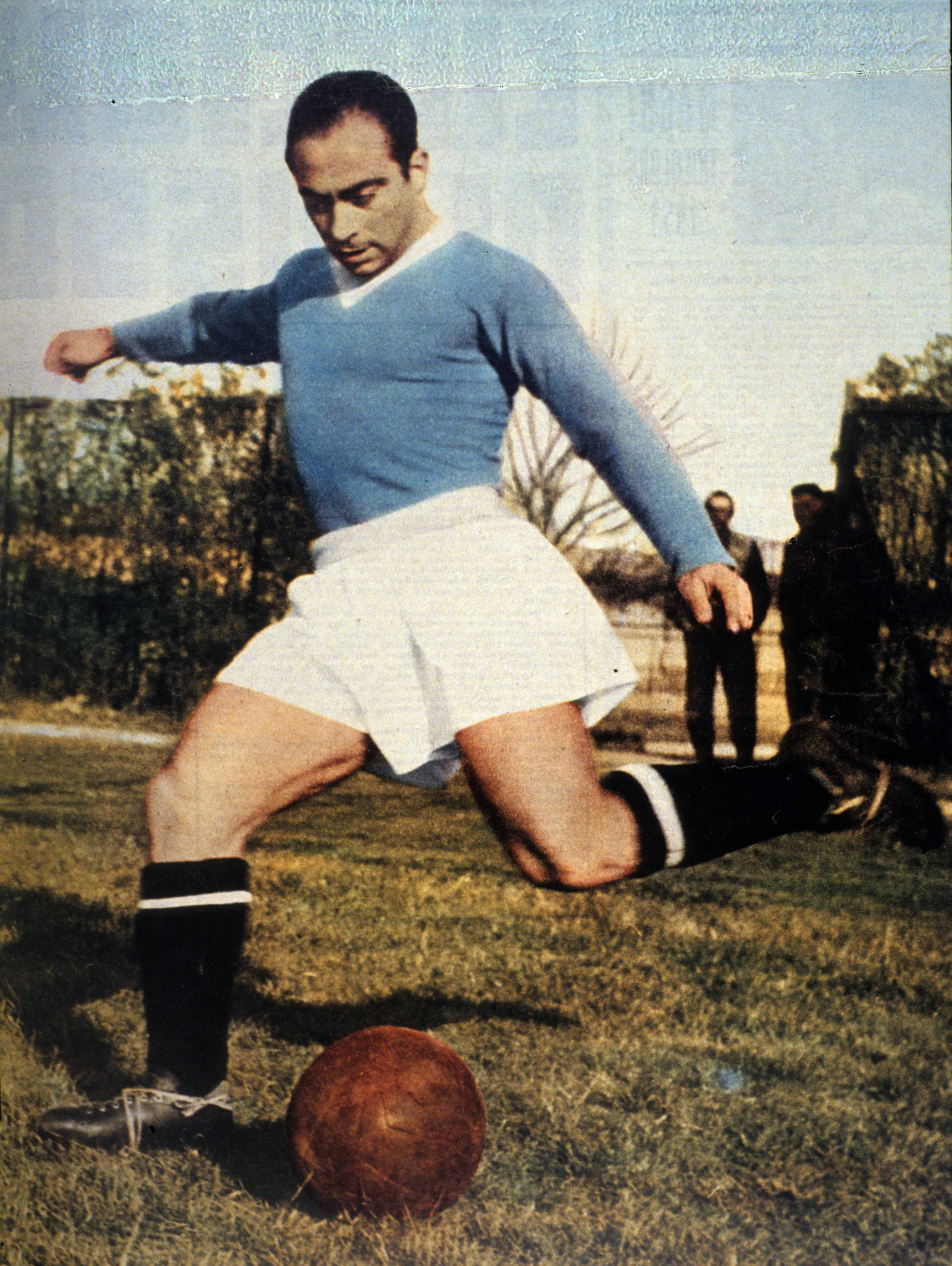
Пезаола в составе «Наполи»

В 1947 году Пезаола вместе с соотечественником Освальдо Перетти был куплен итальянской «Ромой», подписавшая с ним контракт на сумму 120 тыс лир в месяц. В римском клубе Бруно был поставлен на левый фланг нападения, где играл все два сезона. В столице Италии Пезаола вёл праздную жизнь: регулярно посещал театры и концерты, был постоянным гостем сына аргентинского посла, часто ужинал в дорогих ресторанах. Но в футбольном плане всё было хуже: в сезоне 1947/1948 клуб занял 17 место, а годом позже был 14-м. При этом в первом сезоне Пезаола стал вторым бомбардиром команды с 11 голами, уступив лишь Амедео Амадеи, а потом повторил это достижение, забив 8 голов, и уступив по голам в команде только Марио Тонтодонати. В сезоне 1949/1950 Бруно вообще потерял место в стартовом составе, проведя 17 матчей и забив всего лишь один мяч. Причиной стал перелом большой берцовой и малой берцовую кости в матче с «Палермо», из-за подката игрока команды соперника Аредио Джимоны, из-за которой тот был дисквалифицирован на 11 месяцев. Летом футболист хотел возвратиться на родину, но этому помешала телеграмма, отправленная лидером «Новары» Сильвио Пиолой. Он писал: «Приезжай в „Новару“. Давай проверим тебя и посмотрим, сможешь ли ты сыграться с нами. Я в это верю. Я видел, как ты играешь, и ты мне понравился».
Вместе с Пезаолой в «Новару» перешёл его партнёр по команде Александар Аранджелович. Заработная плата составила 120 тыс лир. В этой команде Бруно играл два сезона, проведя 64 матча и забив 15 голов. Но наибольшую пользву футболист принёс как ассистент Пиолы, который забил за два года 37 мячей. После таких выступлений, у Пезаолы появилось несколько выгодных предложений, включая «Милан» и «Наполи». По совету супруги, Пезаола выбрал неаполитанскую команду. В одной из встреч Пезаола чуть не потерял зрение на одной из глаз: в игре с «Бари» он получил удар по лицу, из-за чего ослеп на один глаз на двое суток. По окончании сезона 1959/1960 бывший партнёр по «Роме» и «Наполи», ставший главным тренером неаполитанского клуба Амедео Амадеи настоял на уходе Бруно из команды. Пезаола уехал в «Дженоа», но в клубе он получил перелом ноги, из-за чего был вынужден завершить карьеру.
После завершения игровой карьеры Пезаола начал карьеру тренерскую, он возглавил клуб четвёртого дивизиона «Скафатезе». Но уже в середине сезона возглавил «Наполи», заменив уволенного Фиораванте Бальди. И в первом же сезоне привёл клуб к выигрышу Кубка Италии, став первой в истории командой из серии B, выигравшей этот турнир. Затем он тренировал клуб «Савойя», а потом возвратился в «Наполи». В сезоне 1964/1965 Бруно привёл клуб ко второму месту в серии B и вывел в высший дивизион. С 1965 года в «Наполи» образовался дуэт нападения Алтафини—Сивори. Пезаола потратил множество времени к их «притирке» другу к другу: «Соединить их вместе было моим произведением искусства. Я часто приглашал их на ужин, баловал их. В первый вечер в моем доме мы вышли на террасу с видом на залив. Я сказал, ребята, это как торт, и для каждого найдется свой кусочек, пока мы не раздражены. Или, если вы предпочитаете, чтобы это была корова с тремя сиськами, тогда я возьму самую маленькую, только давайте не ругаться». В 1966 году этот дуэт привёл клуб к выигрышу Кубка Альп, первого международного трофея в истории этой команды. В сезоне сезона 1967/1968 в «Наполи» началась борьба за власть; дошло до того, что неизвестные стали угрожать смертью жене и сыну Бруно. Пезаола привёл команду ко второму, наивысшему на тот момент, месту в чемпионате и принял решение покинуть Неаполь.
Летом 1968 года у Пезаолы было два предложения, от «Ювентуса» и «Фиорентины». Бруно предпочёл клуб из Флоренции, который предложил ему договор с суммой в 60 млн лир в год, что было в два раза больше, чем самая большая сумма, предложенная «Старой Синьорой». Первой задачей тренера в новой команде стало возвращение лидера, бразильца Амарилдо, который уехал на родину и стал требовать в одностороннем подрядке улучшения условий договора. Пезаола на это среагировал спокойно: «Спокойно, ребята. У меня есть друзья в Бразилии, увидите, Амарилдо скоро вернется. И он будет играть так, как никогда раньше не играл в Италии». И нападающий действительно быстро возвратился. По итогам сезона «Фиорентина» стала чемпионом страны. Но этот успех стал единственным: годом позже команда стала пятой, а ещё через год лишь по разнице мячей клуб смог остаться в серии А.
Летом 1972 года Пезаола стал главным тренером «Болоньи». С этой командой за четыре сезона он всегда оставался в верхней половине таблицы, а в 1974 года привёл клуб к выигрышу Кубка Италии. Затем он сезон опять тренировал «Наполи». Клуб вышел в полуфинал Кубка кубков, но там проиграл «Андерлехту». По мнению представителей неаполитанцев поражение произошло из-за действий судьи ответной встречи Боба Мэтьюсона, который был представителем пивоваренной компании Bellevue в Англии, компании которая одновременно являлась спонсором бельгийской команды. Затем он посередине сезона опять стал главным тренером «Болоньи», но был уволен уже в середине следующего сезона. В 1979 году Пезаола возглавил греческий «Панатинаикос», приведя клуб к завоеванию бронзовых медалей чемпионата. Затем он тренировал «Сиракузу», потом тренировал «Наполи» и клуб «Кампанья».

В 58 лет я уже чувствовал себя на пенсии. Но мой талант уже не имел значения, потому что я всегда был один, никогда не привязываясь ни к какой платформе. Из коллег я особенно восхищался Трапаттони и Капелло. Сожалею ли я о чём-то? Только об одном. Что не тренировал Марадону, потому что я бы тоже принес скудетто в Неаполь.
После завершения тренерской карьеры Пезаола поселился в Неаполе и занялся бизнесом. Он владел двумя барами, фабрикой по пошиву обуви, цветочным магазином, стекольным заводом. Но все эти принесли ему лишь одни убытки. Позже он сказал: «Немногие знают о футболе так много, как я. Если бы у меня было такое же чутье в бизнесе, я был бы миллиардером».

## Статистика

### Клубная
| Сезон     | Команда | Игры | Голы |
| --------- | ------- | ---- | ---- |
| 1947/1948 | Рома    | 38   | 11   |
| 1948/1949 | Рома    | 35   | 8    |
| 1949/1950 | Рома    | 17   | 1    |
| 1950/1951 | Новара  | 29   | 7    |
| 1951/1952 | Новара  | 35   | 8    |
| 1952/1953 | Новара  | 34   | 7    |
| 1953/1954 | Наполи  | 34   | 2    |
| 1954/1955 | Наполи  | 27   | 1    |
| 1955/1956 | Наполи  | 33   | 2    |
| 1956/1957 | Наполи  | 34   | 5    |
| 1957/1958 | Наполи  | 26   | 9    |
| 1958/1959 | Наполи  | 26   | 1    |
| 1959/1960 | Наполи  | 26   | 0    |
| 1960/1961 | Дженоа  | 20   | 5    |

### Международная
| Матчи Бруно Пезаолы за сборную Италии | Матчи Бруно Пезаолы за сборную Италии | Матчи Бруно Пезаолы за сборную Италии | Матчи Бруно Пезаолы за сборную Италии | Матчи Бруно Пезаолы за сборную Италии | Матчи Бруно Пезаолы за сборную Италии | Матчи Бруно Пезаолы за сборную Италии |
| ------------------------------------- | ------------------------------------- | ------------------------------------- | ------------------------------------- | ------------------------------------- | ------------------------------------- | ------------------------------------- |
| №                                     | Дата                                  | Место проведения                      | Оппонент                              | Счёт                                  | Голы                                  | Турнир                                |
| 1                                     | 26 мая 1957                           | Лиссабон                              | Португалия                            | 3:0                                   | −                                     | Квалификация чемпионата мира          |

## Достижения

### Командные
- Обладатель Кубка Италии: 1961/1962, 1973/1974
- Обладатель Кубка Альп: 1966
- Чемпион Италии: 1968/1969

### Личные
- Обладатель премии «Золотой сеятель»: 1969/1970[4]
- Член Зала Славы клуба «Фиорентина»: 2013

## Личная жизнь
Пезаола был женат. Он познакомился с супругой Орнеллой Оливьери, когда жил в Новаре, играя за одноимённый клуб. Орнелла была признанной красавицей — она трижды получала титул «мисс Новара». У них родился сын Диего Роберто, который стал известным писателем, режиссёром и актёром, прославившись под псевдонимом Зап Мангуста. Супруга скончалась в 1986 году из-за опухоли.
В 2009 году Пезаоле было присвоен титул почётного жителя Неаполя.